# アネル・シャバナジョヴィッチ
アネル・シャバナジョヴィッチ（ボスニア語: Anel Šabanadžović、1999年5月24日 - ）は、ボスニア・ヘルツェゴビナとアメリカ合衆国のサッカー選手。ポジションはMF。

## クラブ歴
2007年にFKジェリェズニチャル・サラエヴォの下部組織に加入。2016年10月26日、17歳でボスニア・ヘルツェゴビナカップに出場しプロ初出場初得点を記録。2017年7月24日にプレミイェル・リーガでの初出場を記録した。2018年5月9日にボスニア・ヘルツェゴビナカップで優勝した事によって、彼にとっては初めてのタイトル獲得となった。
2019年1月にギリシャ・スーパーリーグのAEKアテネFCが獲得を発表、翌シーズンからの5年契約となる。12月7日に移籍後初出場。

## 代表歴
年代別代表ではボスニア・ヘルツェゴビナ代表として各年代に出場している。

## 家族
父のレフィク・シャバナジョヴィッチはユーゴスラビア代表のサッカー選手。